# Mùa cúc susi
Mùa cúc susi là một bộ phim truyền hình được thực hiện bởi Hãng phim Truyền hình Thành phố Hồ Chí Minh, Đài Truyền hình Thành phố Hồ Chí Minh do Phạm Lộc làm đạo diễn. Phim được chuyển thể từ tiểu thuyết cùng tên của Trần Thị Bảo Châu. Phim phát sóng vào lúc 22h00 từ thứ 2 đến thứ 7 hàng tuần bắt đầu từ ngày 18 tháng 1 năm 2019 và kết thúc vào ngày 4 tháng 3 năm 2019 trên kênh HTV9.

## Nội dung
Mùa cúc susi xoay quanh Susi (Xuân Văn), một cô gái hiền lành và xinh đẹp, vốn không cha lại mồ côi mẹ nên phải sống chung với gia đình người cậu ruột luôn đối xử tàn bạo với cô. Cuộc đời Susi sau đó đã bất ngờ rẽ sang ngả khác khi cô giấu cả nhà cậu mợ để cứu Tư Đôn (Huỳnh Trường Thịnh), một tay buôn bán đá quý, bị giới làm ăn cạnh tranh và thuê giang hồ truy sát, phải chạy trốn vào căn chòi của mình. Cảm kích trước hành động cứu mình mà chịu nạn và bị đám anh họ đánh đập, hành hạ, Tư Đôn đã tìm mọi cách để đưa Susi thoát khỏi gia đình người cậu với ý định giúp đỡ cô đi học nghề và tìm một công việc làm thích hợp. Nhưng khi biết cha của Susi là một người người giàu có, gia đình người cậu đã nhẫn tâm thế người chị họ vào chỗ Susi để rồi từ đó bao nhiêu chuyện xảy tới với cô và những người liên quan…

## Diễn viên
- Huỳnh Trường Thịnh trong vai Tư Đôn[6]
- Xuân Văn trong vai Hoàng Ngọc/Susi[7]
- Đinh Hữu Tài trong vai Hai Giàu
- Lê Mạnh Phương trong vai Ba Sang
- Kiều Khanh trong vai Quý
- Đức Thịnh trong vai Bảy Hoàng
- Huỳnh Anh Tuấn trong vai Sáu Đời
- Thân Thúy Hà trong vai Bà Nữ
- Lê Chi Na trong vai Yến (bạn gái Tư Đôn)
- Phạm Hoàng Nguyên trong vai Nhu

Cùng một số diễn viên khác....

## Nhạc phim
- Nợ nhau chuyện ân tình

Sáng tác: Ngọc Sơn
Thể hiện: Ngọc Liên
- Lối thu lạc dấu

Thể hiện: Khánh Duy

## Giải thưởng
| Năm  | Giải thưởng    | Hạng mục                                | (Người) đề cử      | Kết quả   | Tham khảo |
| ---- | -------------- | --------------------------------------- | ------------------ | --------- | --------- |
| 2019 | Giải Cánh diều | Phim truyện truyền hình                 | —                  | Bằng khen | [ 8 ]     |
| 2019 | Ngôi Sao Xanh  | Nữ diễn viên truyền hình xuất sắc       | Xuân Văn           | Đoạt giải | [ 9 ]     |
| 2019 | Ngôi Sao Xanh  | Nam diễn viên truyền hình xuất sắc      | Huỳnh Trường Thịnh | Đề cử     | [ 10 ]    |
| 2019 | Ngôi Sao Xanh  | Phim truyền hình xuất sắc nhất          | —                  | Đề cử     | [ 10 ]    |
| 2019 | Ngôi Sao Xanh  | Đạo diễn phim truyền hình xuất sắc nhất | Phạm Lộc           | Đề cử     | [ 10 ]    |